# Französische Moralisten

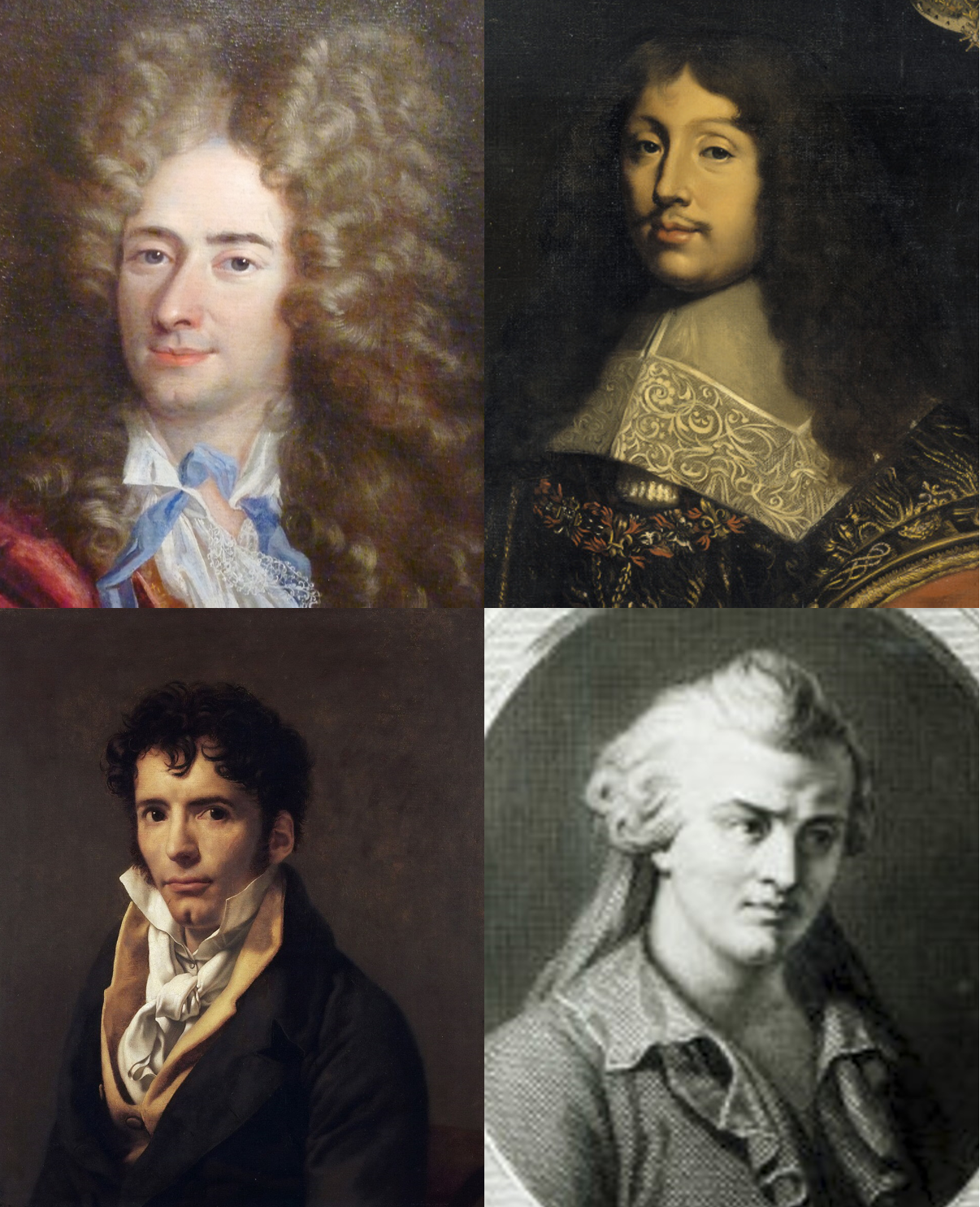
Von oben links und im Uhrzeigersinn:Jean de La Bruyère, François de La Rochefoucauld, Luc de Clapiers, Nicolas Chamfort

Unter die französischen Moralisten rechnet man in französischer Sprache publizierende philosophische Schriftsteller des späten 16., 17. und 18. Jahrhunderts, deren Texte der europäischen Moralistik zuzurechnen sind. Formal und inhaltlich ist diese Strömung bzw. Textgattung u. a. durch essayistischen Stil und die Tendenz charakterisierbar, das menschliche Verhalten analysieren zu wollen. Der Wortbestandteil „Moral“ bezieht sich entsprechend nicht auf ethische Gesichtspunkte.

## Begriffsgeschichte
Die Bezeichnung Französische Moralisten prägte Amaury Duval (1760–1838), der 1820 mit der Herausgabe einer Reihe verschiedener Werke unter dem Titel Collection de Moralistes Français begann.

## Vertreter
Zu den französischen Moralisten werden u. a. gerechnet: Michel de Montaigne, Pierre Charron, Blaise Pascal, François de La Rochefoucauld, Jean de La Bruyère, Luc de Clapiers, Marquis de Vauvenargues, Charles Pinot Duclos, Antoine de Rivarol, Nicolas Chamfort, Montesquieu, Ferdinando Galiani, Fürst von Ligne, Joseph Joubert, Théodore Simon Jouffroy.
In den Pariser Salons fanden der Witz und die Ironie der Moralisten großen Anklang. Sie beeinflussten spätere Autoren wie u. a. Voltaire, Georg Christoph Lichtenberg, Johann Wolfgang von Goethe, Arthur Schopenhauer, Friedrich Nietzsche, Oscar Wilde und Jules Renard.